# Особняк Наумова (Самара)
Особняк Наумова или Дом пионеров — одна из достопримечательностей Самары. Принадлежал А. Н. Наумову, министру земледелия Российской империи. Построен в 1904 году по проекту А. А. Щербачёва. Объект культурного наследия России федерального значения.

## История
Автором проекта особняка был самарский архитектор А. А. Щербачёв, который черпал вдохновения в архитектуре итальянского Возрождения. Также вероятно, что ещё одним архитектурным ориентиром для проекта особняка послужило здание парижской Гранд-опера. Предводитель самарского губернского дворянства А. Н. Наумов был человеком консервативных взглядов и, будучи особо отмечен императором Николаем II, стал министром сельского хозяйства Российской империи. Поэтому, несмотря на эпоху торжества модерна в архитектуре в ту пору, когда строился особняк, особняк выглядит как образец классической архитектуры, классицизма эпохи модерна, а не как экспериментальная постройка, которые в первые два десятилетия XX века в массовом порядке строились в Самаре архитекторами по заказу купцов. Строительство началось летом 1900 года на землях, выкупленных у самарского пивовара Альфреда фон Вакано.
Окончание строительства особняка Наумова пришлось на 1904 год. В июле 1904 года, по просьбе губернатора Брянчанинова, Наумов предоставил только что построенный, но ещё пустовавший особняк для размещения прибывшего с визитом в Самару императора Николая II. Однако император поторопился с отъездом, в Самаре не заночевал и в особняке не был. Наумов с семьёй переехал в особняк в 1905 году, после избрания его губернским предводителем дворянства. В том же году на него было совершено покушение в тот момент, когда он вышел на балкон особняка:

«Не успел я встать у одной из боковых колонн, как послышались из соседнего Струковского сада один за другим три выстрела. Пули просвистели мимо меня. Я отошел, перекрестился, вернулся к своим ребятишкам и с особой радостью поднял с ними забавную возню. Могло бы быть хуже!»
Сам Наумов вспоминал и другой примечательный случай, который имел место в 1910 году, когда в Самару приезжал П. А. Столыпин:

«Столыпин, будучи в Самаре, заехал, между прочим, ко мне и любовался нашим домом. Около него, незадолго до приезда министра, была закончена постройка обширного каменного здания для отделений Крестьянского и Дворянского Банков… Я сильно досадовал на это непредвиденное и уродливое соседство, совсем не гармонировавшее с красивым очертанием моего особняка. Недаром Столыпин, отойдя на противоположную сторону улицы, и показывая на эти два смежных здания, дал им такое сравнение: «Чистокровная арабская лошадь и вьючный верблюд»
Особняк Наумова изначально строился как элитное жильё. Здесь, кроме винных погребов, корпусов для прислуги и зимнего сада, была своя автономная электростанция (городского электричества в Самаре тогда ещё не было). До наших дней сохранились кованые орлы на фасаде, которые предназначены для держания флагов. Не сохранились лишь некоторые элементы фасада — такие, как фамильный герб Наумовых и вазоны на крыше. Не дожил до наших дней и фонтан во дворе особняка.
Несмотря на строгость и монументальность форм постройки, дом был возведен из довольно необычного материала: он был построен из местных пород известняка, добытого в Жигулевских горах, вид на которые открывается с балконов второго этажа здания. До того как был построен особняк Наумова, считалось, что местный камень не подходит для столь монументальных строений. Однако Наумов, будучи самарским патриотом, сам настоял на том, чтобы его дом строился именно из этого материала. Особняк стоит до сих пор, и местный камень, как выяснилось, по прочности не уступает другим породам.
Первый хозяин прожил в особняке с 1905 по 1915 годы, а затем продал его самарскому купцу Владимиру Николаевичу Башкирову в связи с переездом в Петербург (за весьма скромную сумму в пять тысяч рублей: в три раза меньше того, во сколько обошлось строительство). Но уже после революции, находясь в эмиграции на Лазурном берегу Франции, он с особой теплотой вспоминал этот дом и волжские закаты, которые было прекрасно видны из его окон. Свой самарский особняк и волжские просторы Наумов ставил гораздо выше, чем свою новую виллу «Волга», названную в честь его любимой реки, и Средиземное море, на берегу которого находилось его новое жилище.
После революции в здании размещались и Губисполком, Ревком, штаб обороны города во время Гражданской войны, резиденция Комитета Членов Учредительного собрания, Дом журналиста, а во время Великой Отечественной войны — посольство Великобритании и Северной Ирландии.
Большинство уникальных интерьеров особняка было утрачено, когда в 1930-е годы здание переделывалось под Дом пионеров. Известно, что большинство комнат до этого имели свою цветовую гамму и стилистические решения, что придавало дому особо изысканный вид.
Сейчас особняк Наумова является памятником архитектуры федерального значения и постепенно реставрируется уже в течение полутора десятков лет. С 1996 года в здании особняка Наумова находится Самарский Дворец детского и юношеского творчества.

## Галерея

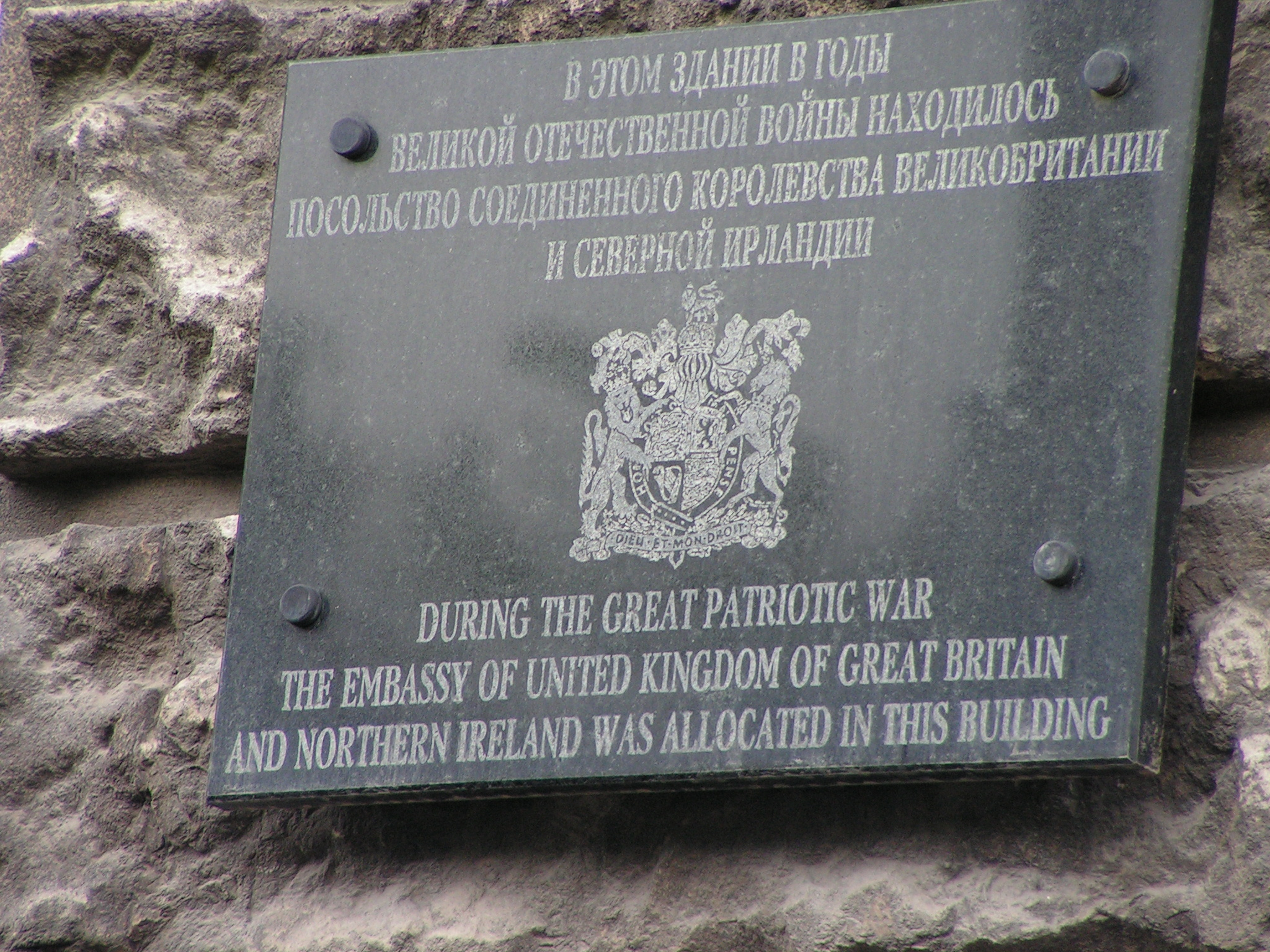
Мемориальная табличка, посвященная времени, когда здесь располагалось британское посольство
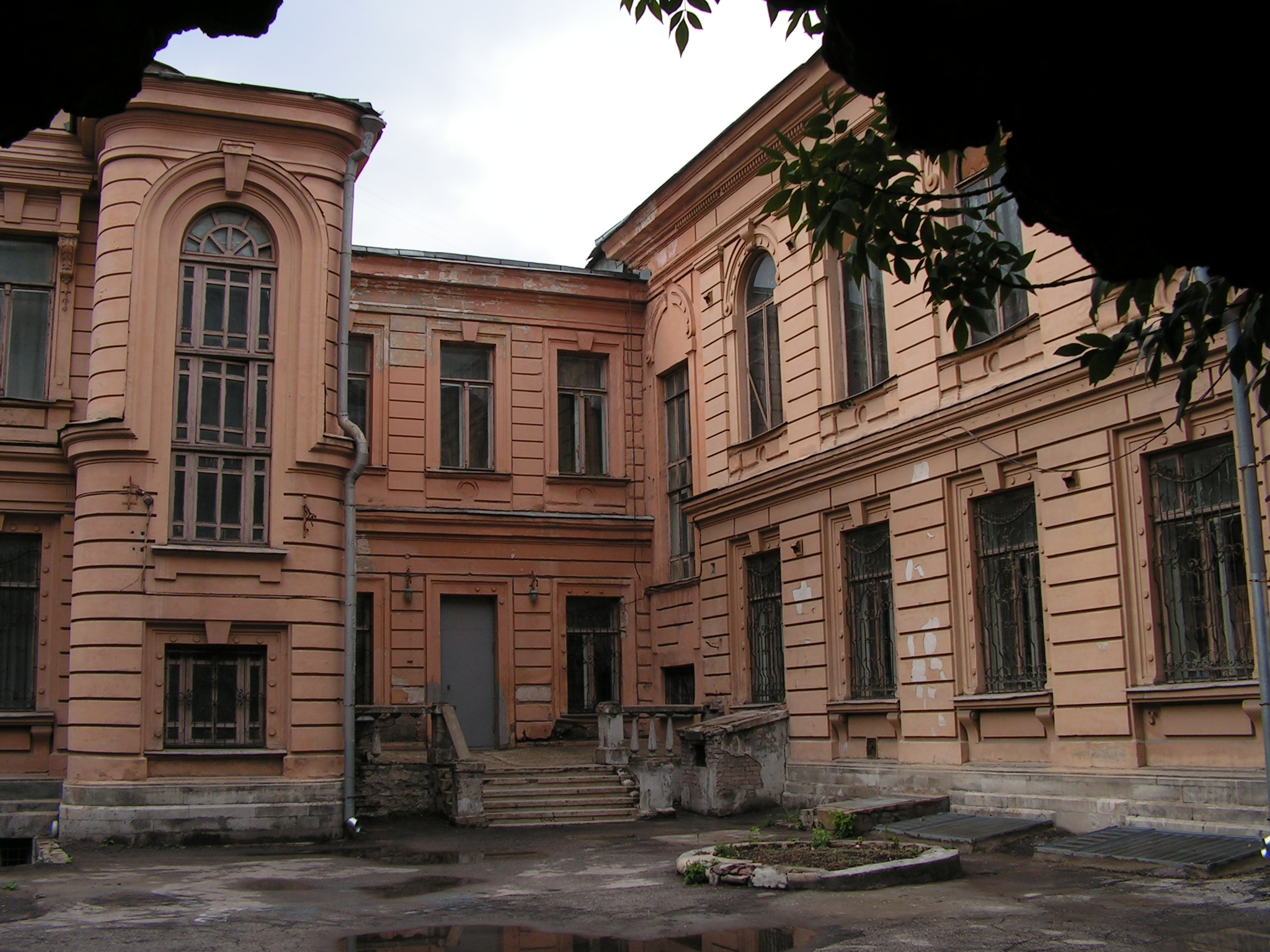
Задний двор
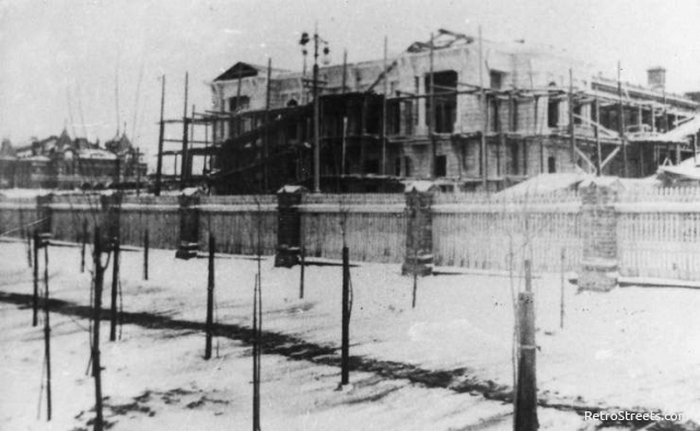
Строительство дома Наумова
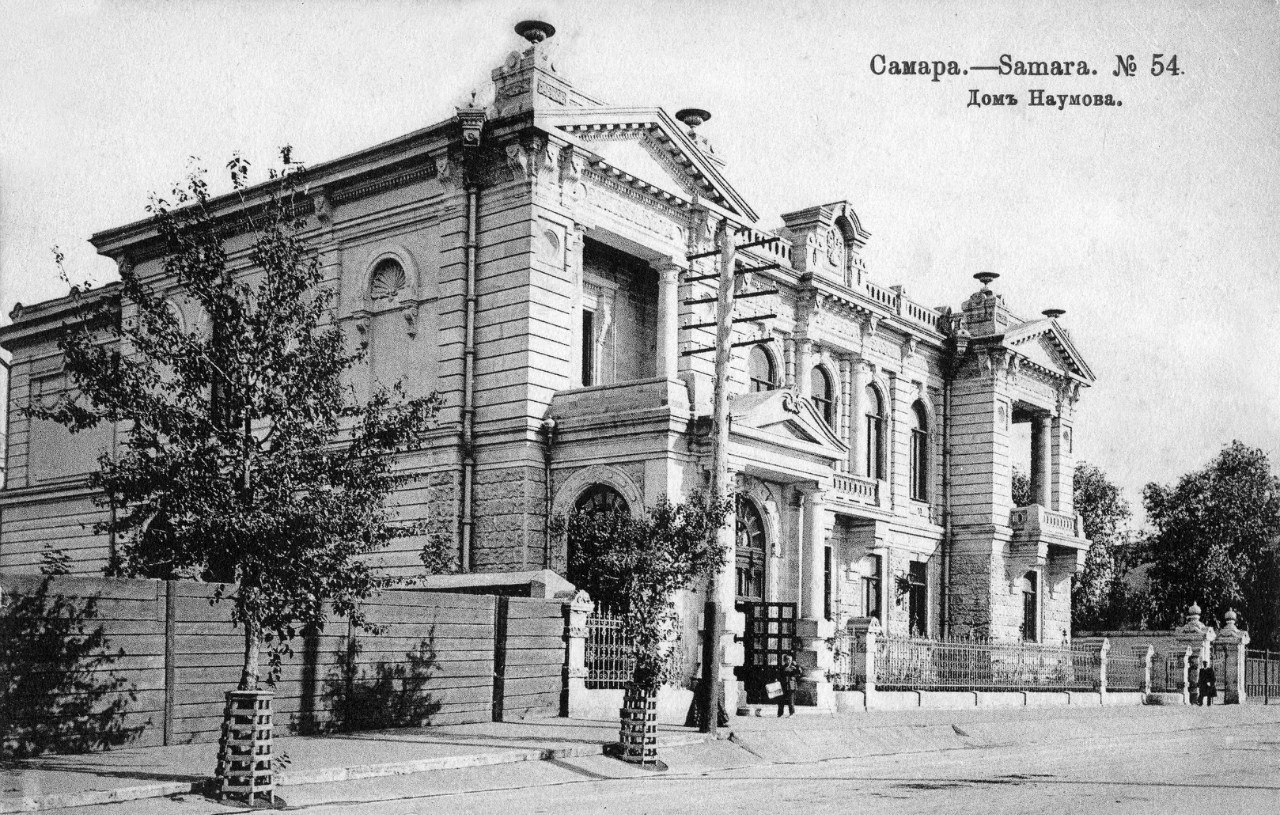
Дом Наумова до революции